# Blacus mellicornis
Blacus mellicornis är en stekelart som beskrevs av Van Achterberg 1988. Blacus mellicornis ingår i släktet Blacus och familjen bracksteklar. Inga underarter finns listade.